# Giorgio Balladore Pallieri
Giorgio Balladore Pallieri (Acqui Terme, 3 febbraio 1905 – Gravedona, 9 dicembre 1980) è stato un giurista e magistrato italiano, giudice della Corte europea dei diritti dell'uomo dal 1959 al 1980.

## Biografia
Nato ad Acqui in provincia di Alessandria, nel 1932 diventa professore universitario di Diritto internazionale. Dal 1935 è ordinario presso l'Università Cattolica del Sacro Cuore di Milano.
Dal 1959 è il primo giudice italiano della neo-istituita Corte europea dei diritti dell'uomo di Strasburgo. Dal 1971 al 1974 ne è vicepresidente e dal 1974 al 1980 - anno della sua morte - presidente.
Presso l'Università Cattolica ha insegnato Diritto internazionale, Diritto costituzionale e Dottrina dello stato nella Facoltà di Giurisprudenza, della quale è stato anche preside (una prima volta nel periodo 1943/1945 e poi dal 1949 fino al 1978).